# 埃利奧特海峽
埃利奧特海峽（英語：Elliott Passage），是南極洲的海峽，處於阿德萊德島東南岸和詹妮島之間，在1984年由英國南極名稱諮詢委員會命名，現時由南極條約體系管理。